# Миноносец №273
№ 273 — один из 25 миноносцев типа «Пернов», построенных для Российского Императорского флота.

## История корабля
20 апреля 1895 года зачислен в списки судов Черноморского флота, в марте 1894 года заложен на эллинге Николаевского Адмиралтейства, спущен на воду 19 сентября 1896 года, вступил в строй в 1899 году.
Прошел капитальный ремонт корпуса и механизмов в 1909 с заменой котлов, 21 июля 1915 года переоборудован и переклассифицирован в тральщик, а 12 октября 1916 года — в посыльное судно. Во время Первой мировой войны использовался для обеспечения действий сил флота, боевого траления, посыльной и брандвахтенной служб. 29 декабря 1917 года вошёл в состав Красного Черноморского флота. 1 мая 1918 года был захвачен германскими войсками. 24 ноября 1918 года — силами Антанты. 3 апреля 1919 года убыл из Севастополя в Новороссийск и 3 мая 1919 года зачислен в состав Морских сил Юга России. 14 ноября 1920 года оставлен при эвакуации из Севастополя. В строй не вводился и 11 декабря 1923 года исключен из списков судов РККФ с передачей для разборки на металл.